# Иухо
Иухо (груз. იუხო) — село в Грузии, в муниципалитете Душети края Мцхета-Мтианети. 

## География
Село расположено в северной части края, в 78 километрах по прямой к северо-западу от центра муниципалитета Душети. Высота центра — 1240 метров над уровнем моря.

## Население
По данным переписи населения 2014 года, в селе проживало 2 человека.
| Год  | Население | Мужчины | Женщины |
| ---- | --------- | ------- | ------- |
| 1926 | 77        | 38      | 39      |
| 2002 | 12        | 7       | 5       |
| 2014 | 2         | 1       | 1       |